# Исландский пилохвост
Исландский пилохвост (лат. Galeus murinus) — вид рода пилохвостов, семейства кошачьих акул (Scyliorhinidae). Распространённая акула, обитающая в северо-восточной части Атлантического океана. Питается донными ракообразными, костистыми рыбами и головоногими. Размножается, откладывая яйца. Максимальный размер 49 см.

## Таксономия
В 1904 году норвежский зоолог Роберт Коллетт описал исландского пилохвоста как Pristiurus murinus в номере научного журнала «Forhandlinger i Videnskabs-selskabet i Christiania». Видовое название означает «связанный с мышью». Типовой образец представлял собой неполовозрелую самку длиной 22 см, пойманную в 150 км к северо-западу от Гебридских островов на глубине 1100—1300 м. Позже авторы признали  Pristiurus  младшим синонимом  Galeus 
Некоторая таксономическая путаница возникла из-за вида  Pristiurus jensenii , описанного в Исландии в 1922 году, который традиционно считался тем же видом, что и Galeus murinus . Недавно полученные данные показали несоответствие между акулами, обитающими у побережья Исландии и в других местах, на основании чего было сделано предположение, что Galeus jensenii на самом деле может быть видом очень похожим на Galeus murinus. Однако есть версия, что некоторые данные относятся к роду чёрных кошачьих акул (Apristurus). Отнесение исландского пилохвоста к роду Galeus является проблематичным, поскольку этот вид не очень похож на более типичных представителей рода. филогенетический анализ на основании митохондриальной и ядерной ДНК показал, что испанская акула-пилохвост (Galeus melastomus) и исландский пилохвост ( Galeus murinus ) образуют единую кладу, отличную от той, в которую входят китайский пилохвост, Galeus gracilis и тайваньский пилохвост (Galeus sauteri).

## Ареал и среда обитания
Исландские пилохвосты встречаются довольно часто. Они распространены в северо-восточной части Атлантики от Исландии и Фарерских островов на западе до Гебридских островов, Шотландии и Ирландии, а также у побережья Франции и Западной Сахары на юге. Это донный вид акул, который населяет материковый склон на глубине 380—1,300 м.

## Описание
Максимальная длина 49 см. У исландского пилохвоста плотное тело и с довольно длинной тупой мордой. Овальные глаза вытянуты по горизонтали, они оснащены рудиментарным третьим веком, позади глаз имеются крошечные дыхальца. Под глазами расположены тонкие выступы. Ноздри разделены треугольными кожными складками. Крупный рот изогнут в виде широкой арки, по углам расположены глубокие борозды. Каждый зуб оснащён центральным остриём и 1—2 латеральными маленькими зубцами. Имеются пять пар жаберных щелей.
Первый и второй спинные плавники имеют приблизительно одинаковый размер и форму с закруглёнными вершинами. Основание первого спинного плавника находится за задней частью брюшных плавников. Основание второго спинного плавника находится над позади задней части анального плавника. Грудные плавники большие, с закруглёнными концами. Брюшные плавники небольшие и довольно широкие. Их внутренние края срастаются, образуя «фартук», частично закрывающий птеригоподии. Основание анального плавника составляет 12—13 % и существенно превосходит расстояние между спинными плавниками. Брюшные, анальный и хвостовой плавники расположены близко друг к другу. Хвостовой стебель имеет цилиндрическое сечение, хвостовой плавник низкий с маленькой нижней лопастью и вентральной выемкой возле кончика верхней лопасти. Тело покрыто мелкими, перекрывающими друг друга плакоидными чешуйками, каждая из которых имеет форму стреловидной короны с горизонтальным хребтом и тремя маргинальными зубчикам. На передней части дорсального края хвостового плавника имеется характерный пилообразный гребень, сформированный крупными чешуйками. Аналогичный гребень присутствует на внутренней поверхности хвостового стебля, достигающий передней части вентрального края хвостового плавника. Окраска ровного коричневого цвета, брюхо светлее. Внутренняя поверхность рта окрашена в тёмный цвет.

## Биология и экология
Рацион исландского пилохвоста состоит в основном из креветок, таких как Pasiphaea multidentata и Sergestes robustus, а также прочих ракообразных, например, Dorhynchus thomsoni, костистых рыб, в частности, северная путассу Micromesistius poutassou и головоногих. Исландские пилохвосты питаются в основном донными животными.
Этот вид является яйцекладущим. У самок имеется два функциональных яйцеклада, в которых одновременно созревает по одному яйцу. Яйца заключены в жёсткие капсулы в виде вазы золотисто-жёлтого цвета, имеющие 5,4—5,6 см в длину и 1,4—1,7 см в ширину. Верхняя часть капсулы квадратной формы, а по углам нижней части имеются выступы. Поверхность капсулы плотно покрыта волокнами, придающими им «мохнатый» вид. Новорожденные, вероятно, имеют в длину 8—9 см.

## Взаимодействие с человеком
В качестве прилова исландские пилохвосты часто попадают в коммерческие тралы в европейских и западноафриканских водах. Но их маленький размер позволяет им зачастую ускользнуть из сетей. Международный союз охраны природы присвоил этому виду статус сохранности «Вызывающий наименьшие опасения».